# Léon Levavasseur
Pour les articles homonymes, voir Levavasseur.
Léon Levavasseur, né le 7 décembre 1863 au Mesnil-au-Val (Manche) et mort à Puteaux le 23 février 1922, est un pionnier français de l'aviation et des canots de course à moteur. 
Motoriste inspiré, il est le premier à produire des moteurs légers et puissants, indispensables au développement de l'aviation.

## Biographie

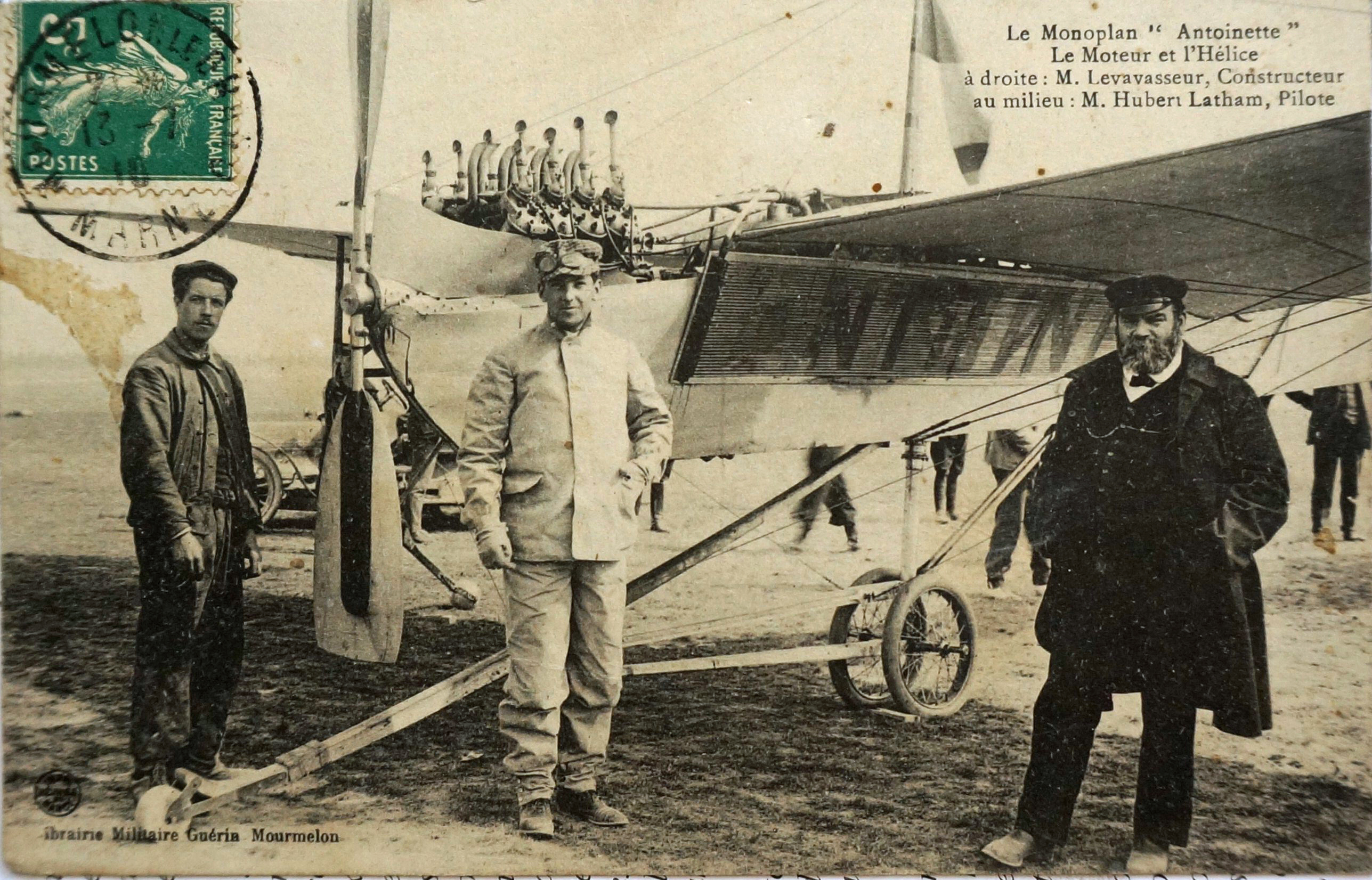
Léon Levavasseur en manteau de fourrure avec Hubert Latham.

Fils d'un officier de Marine, il fit des études classiques à Rochefort, puis Angoulême. Après un passage à Polytechnique et aux Beaux-Arts, il assista aux démonstrations d’un moteur Daimler monté sur un bateau évoluant sur la Seine. À 24 ans il se découvrit donc une passion pour les moteurs à combustion interne et choisit d’entrer dans l’industrie. 
En 1889, il put observer à l’Exposition universelle un nouveau moteur Daimler, mais aussi le premier moteur monocylindre à pétrole léger de Dion-Bouton. Ingénieur en chef chez Patin, firme produisant du matériel électrique, il suit les travaux de Fernand Forest (1851-1914) et les progrès des firmes Chénu, Rossel-Peugeot, Clément-Bayard et autre Panhard-Levassor tentant d’adapter des moteurs automobiles à la propulsion de dirigeables. Il réalisa aussi ses premiers moteurs légers (moins de 100 kg) à essence qu’il monta sur des bateaux pour les essayer sur la Seine. Enfin en 1897, il découvrit, par l’intermédiaire de l’Office des Brevets, les travaux de Clément Ader sur les premiers moteurs en V.
On commençait alors à entrevoir la possibilité de faire voler un « plus lourd que l’air », mais il manquait un élément essentiel, un moteur léger et puissant. Père de six enfants, jouissant d’une situation confortable, Léon Levavasseur allait alors se laisser entraîner dans l’aventure, poussé par Jules Gastambide, industriel disposant d’importants moyens.
En janvier 1902, il fut nommé directeur technique de la Société du propulseur amovible, à Suresnes. Dès le 28 août, il faisait enregistrer sous no 333.068 un brevet pour un moteur capable de développer 80 ch, dont les cylindres étaient disposés en V, groupés par paire pour que deux bielles opposées attaquent le même maneton, le but étant de réduire la longueur du vilebrequin et de réduire le poids de l’ensemble. Assisté du mécanicien Eugène Welféringer, de trois de ses frères et de son beau-frère Charles Wachter, Levavasseur se lança immédiatement dans la réalisation de ce moteur. En mai 1903 s’acheva la réalisation d’un 8 cylindres en V de 157 kg développant 80 ch. Si les cylindres et les pistons étaient encore en fonte, les culasses était en aluminium, l’alésage et la course identiques, et un circuit d’eau en laiton entourait les cylindres pour en assurer le refroidissement.
Tandis que diverses améliorations permirent de réduire le poids du moteur à 145 kg, la construction d’un aéroplane destiné à recevoir le moteur fut lancée avec une subvention de 20 000 francs du ministère de la Guerre. Celui-ci fut démonté le 13 juillet 1903 à Suresnes, et transporté par la route à Villotran (Oise), où des amis des Gastambide, la famille Mellon, possédaient une vaste propriété propice aux essais. Le lourd monoplan ne parviendra jamais à s’arracher des rails sur lesquels il doit glisser pour faciliter le décollage, malgré les efforts répétés de Charles Wachter tout au long du mois d’août. Pire, il se brisa fin septembre. Levavasseur décida alors d’abandonner l’avion et de se consacrer au développement des moteurs, avec une équipe qui s’étoffait. Entre 1905 et 1908, les moteurs dessinés par Levavasseur devaient dominer le monde des canots de vitesse, mais aussi le monde de l’aviation.
Les moteurs de Léon Levavasseur furent montés sur des canots de course qui apparurent en compétition en avril 1905 à Monaco, pilotés par Hubert Latham et baptisés Antoinette, du prénom de la fille de Jules Gastambide : L’Antoinette III, 600 ch pour 12 mètres de long, est alors le bateau à moteur le plus puissant jamais construit. Les Antoinette IV, V, VI… sont autant de racers qui furent équipés de moteurs de puissances variables.
À la même époque, le capitaine d’artillerie Ferdinand Ferber, qui poursuivait des expériences au parc aérostier de Chalais-Meudon, demanda à Levavasseur de lui fournir un moteur de 25 ch pour remplacer le Rossel-Peugeot de 12 ch équipant son planeur no 8. Ce moteur, qui intéressa également Santos-Dumont, ne pesait que 100 kg mais se révéla trop fragile. Malgré cet échec, les moteurs Levavasseur s’allégeaient progressivement tout en gagnant en fiabilité. Ils étaient aussi pensés dans la perspective d’une production de série, avec des pièces plus ou moins standardisées, et en mai 1906 Jules Gastambide et Léon fondèrent la Société des moteurs Antoinette au 10 de la rue des Bas-Rogers, à Puteaux. 

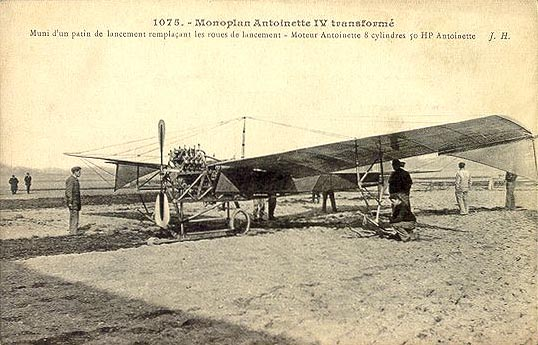
Un Antoinette IV, carte postale de 1909.

Avec le monoplan Gastambide et Mangin, Levavasseur revint en 1907 à la construction d'aéroplanes et en 1908 apparut une nouvelle famille de moteurs V8 de 45-50 ch, tournant à 1 400 tr/min avec une cylindrée de 7 270 cm3. Ces moteurs restaient refroidis par eau, mais le système à injection était remplacé par un carburateur, la bobine par un alternateur haute fréquence, les culasses en aluminium par des culasses en acier forgé, le tout permettant de réduire le poids en ordre de marche de 110 à 85 kg. Leur prix atteint 12 500 francs en 1910, les délais de livraison étant de 10 mois. Plus de 200 moteurs de ce type furent vendus en trois ans.
Le Salon de la locomotion aérienne de décembre 1908 fut également l’occasion de présenter le superbe monoplan Antoinette IV. 

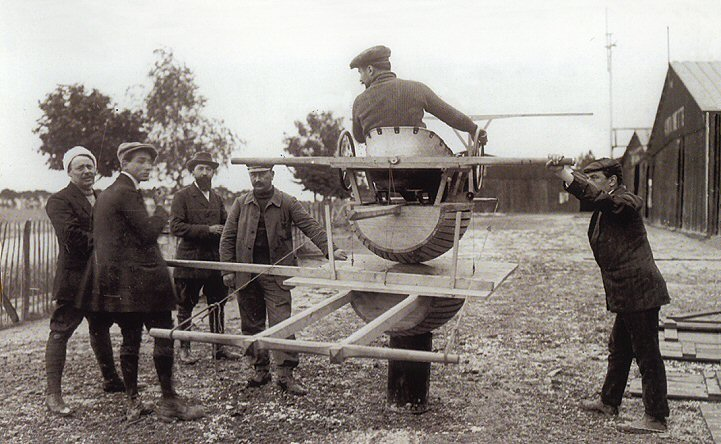
Le « tonneau Antoinette », un des tout premiers simulateurs de vol.

À partir de 1909, Léon Levavasseur et la société Antoinette firent de gros efforts pour satisfaire aux besoins de l'Armée française, créant à Mourmelon, où s’effectuaient les premières expérimentations militaires, une école de pilotage et un atelier. C'est à Mourmelon que, sur initiative des commandants Clolus et Laffont et du lieutenant Clavenad, la société Antoinette construisit les premiers appareils d'entraînement pour l'instruction au sol au pilotage de ses avions. Le « tonneau Antoinette » est un des tout premiers simulateurs de vol. Mais malgré la sortie d’un nouveau moteur de 60 ch, les efforts de Gastambide pour vendre des monoplans en Grande-Bretagne, où le marché semblait plus favorable, et les exploits d'Hubert Latham dans les meetings, l'absence de commandes militaires et l'apparition d'un moteur plus compétitif, le Gnome de 50 ch, allaient précipiter la chute des affaires de Léon Levavasseur.  
Léon Levavasseur se lança alors dans la construction de machines diverses, dont quelques avions. Il meurt à Puteaux le 23 février 1922, dans la misère et l’indifférence et la société Antoinette fut radiée du registre du commerce.

## Distinctions
- Médaille d'or à l'exposition de Milan[4].

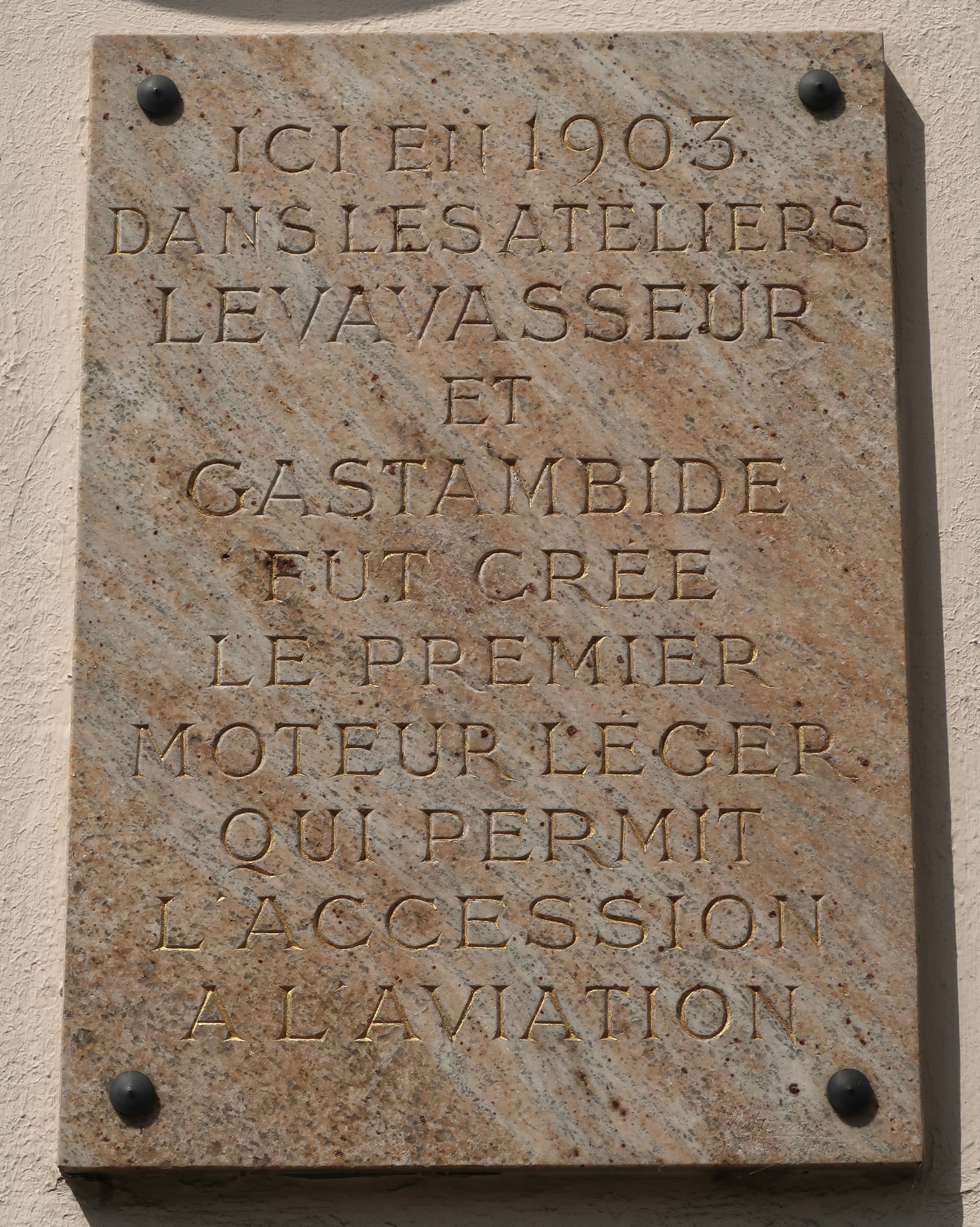
Plaque en hommage à Léon Levavasseur et Jules Gastambide 28 rue des Bas-Rogers à Puteaux (Hauts-de-Seine).

- Médaille de vermeil offerte par l'Aéro-club au constructeur du moteur qui a permis d'effectuer le kilomètre bouclé en vol[4].
- Hors-concours à l'exposition franco-anglaise de Londres[4].
- Chevalier de la Légion d'honneur[4].